# Federico d'Arborée
Federico d'Arborée (Castel Genovese 1377 – 1387) fut Juge d'Arborée de 1383 à 1387. Neveu et successeur de son oncle Ugone III d'Arborée, il règne, comme il est encore très jeune, sous la régence de sa mère, la célèbre Éléonore d'Arborée.

## Biographie
Federico nait à « Castel Genovese  », désormais Castelsardo, en 1377 il est le fils  Éléonore d'Arborée et de  Brancaleone Doria, un gentilhomme appartenant à la célèbre dynastie génoise des Doria. La documentation mentionne qu'en 1382 Éleonore réside à Gènes, ou elle conclut un pacte avec le doge Nicolò Guarco qui accepte de lui prêter 4.000 florins en échange de la promesse que Federico épousera sa fille Bianchina Guarco. Si la jeune fille décède avant le mariage le contrat sera nul. C'est Federico qui meurt avant d'atteindre la puberté et de ce fait l'accord ne deviendra jamais effectif.
Ugone III est assassiné en 1383 avec sa fille unique et héritière Benedetta d'Arborea, lors d'une conjuration
organisée par des rebelles. Les barons du Judicat d'Arborée se réunissent immédiatement 
dans la Corona de Logu et élisent comme juge le jeune Federico, qui n'est alors âgé que de six ans
parce qu'il est le parent mâle le plus proche du souverain défunt. Sa mère Éleonore doit immédiatement prendre en main la régence pour assurer la souveraineté de son fils et combattre les révoltés, car le propre père de Federico, Brancaleone, qui se trouve à cette époque à la cour d'Aragon est arrêté sur ordre du roi Pierre IV d'Aragon, du fait des pressions exercées par les ennemis de la maison d'Arborée.
Federico meurt en 1387 et il a comme successeur son frère cadet Mariano V, toujours
sous la régence d'Éleonore.